# El Stronato
1954–1989
El Stronato est le nom donné au Paraguay à la dictature militaire d'Alfredo Stroessner, qui est instaurée le 15 août 1954, trois mois après le coup d'État perpétré par ce dernier. La dictature met ainsi fin à la Troisième République. Elle dure près de trente-cinq ans, jusqu'au renversement du dictateur lors du coup d'État des 2 et 3 février 1989, puis l'instauration en 1992 de la Quatrième République.
Le Paraguay sous El Stronato participe alors à l'opération Condor, qui rassemble également les régimes dictatoriaux argentin, brésilien, chilien, bolivien et uruguayen.
De ces six pays, le Paraguay est celui qui connaît la plus longue période antidémocratique et une des plus violentes. Plusieurs milliers d'opposants sont tués, d'après les estimations postérieures. Au moins deux millions de citoyens choisissent en outre l'exil. Enfin, même avec la fin du régime, le pays hérite d'une structure sociale parmi les plus inégalitaires du monde.

## Historique

### Mise en place
Le régime se met officiellement en place le 15 août 1954, environ trois mois après le coup d'État intervenu du 4 au 7 mai.

### Maintien
Le régime conserve en apparences les attributs de la démocratie. Des élections sont organisées de manière quinquennale, pour lesquelles le dictateur met en place des candidats fantoches et gagne systématiquement avec des scores dépassant les 90 %, sauf en 1968 (es).
Le Parti colorado voit ses effectifs croître fortement durant la dictature, l'enrôlement étant souvent effectué sous la contrainte.

### Culte de la personnalité
Alfredo Stroessner met en place un culte de la personnalité dans lequel rues, places, hôpitaux et écoles sont baptisées à son nom, sans compter une ville et un aéroport. Il se fait appeler « l'étoile lumineuse » et « le conducteur génial ». La secte politico-religieuse Pueblo de Dios, schismatique de l'Église catholique, le présente comme un envoyé de Dieu ; il est suspecté qu'il contribue à mettre cette structure en place,.

### Relations extérieures
Les États-Unis soutiennent financièrement le régime militaire dans le cadre de l'opération Condor,.

## Bilan
Entre mille et trois mille opposants sont suspectés d'avoir été assassinés par le régime militaire. Par ailleurs, au moins vingt mille ont été torturés. Plus de deux millions de Paraguayens s'exilent durant les trente-cinq ans que dure la présidence de Stroessner, pour raisons politiques ou économiques,.